# St. Ägidius (Hagsbronn)

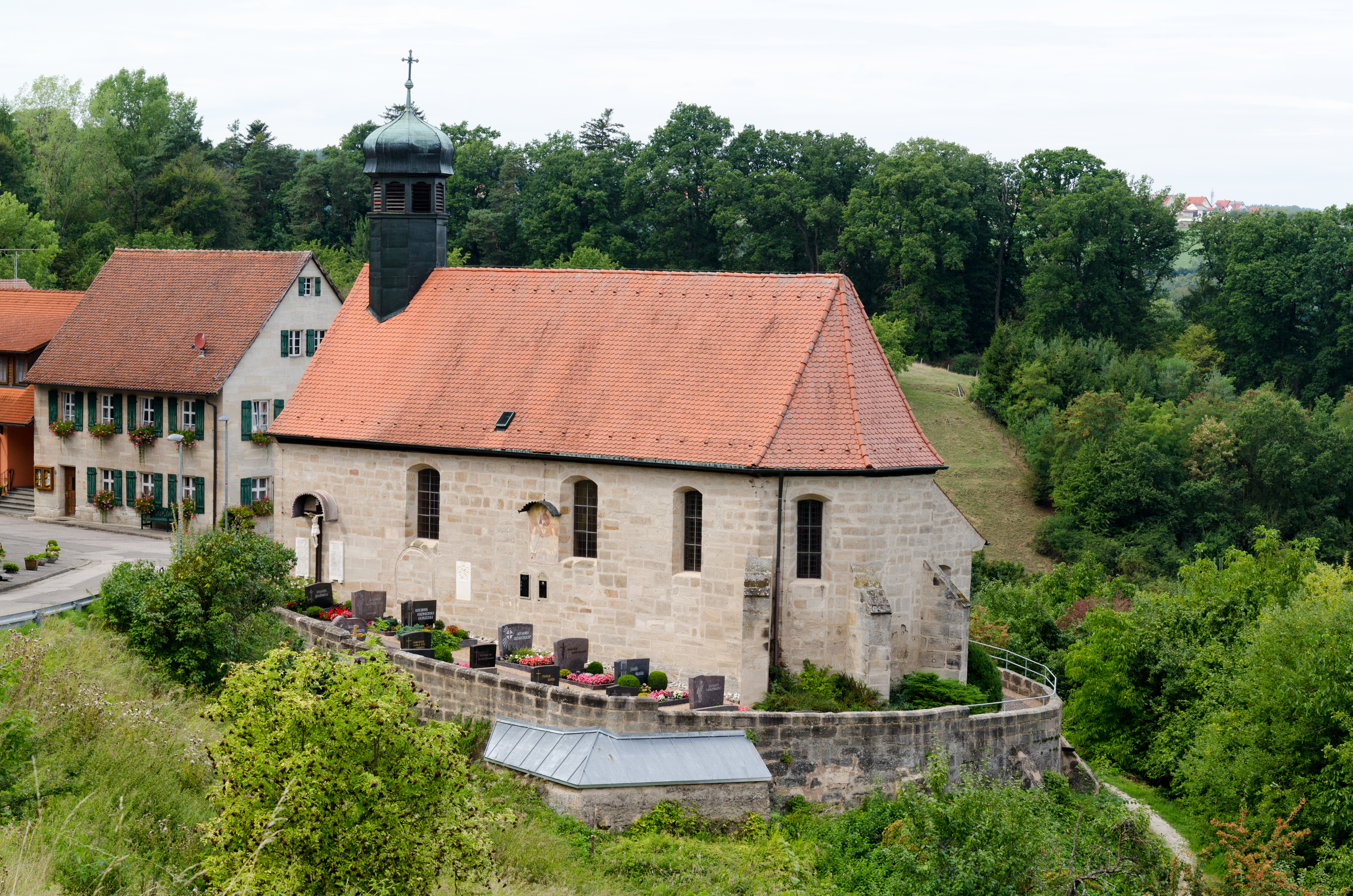
St. Ägidius (Hagsbronn)

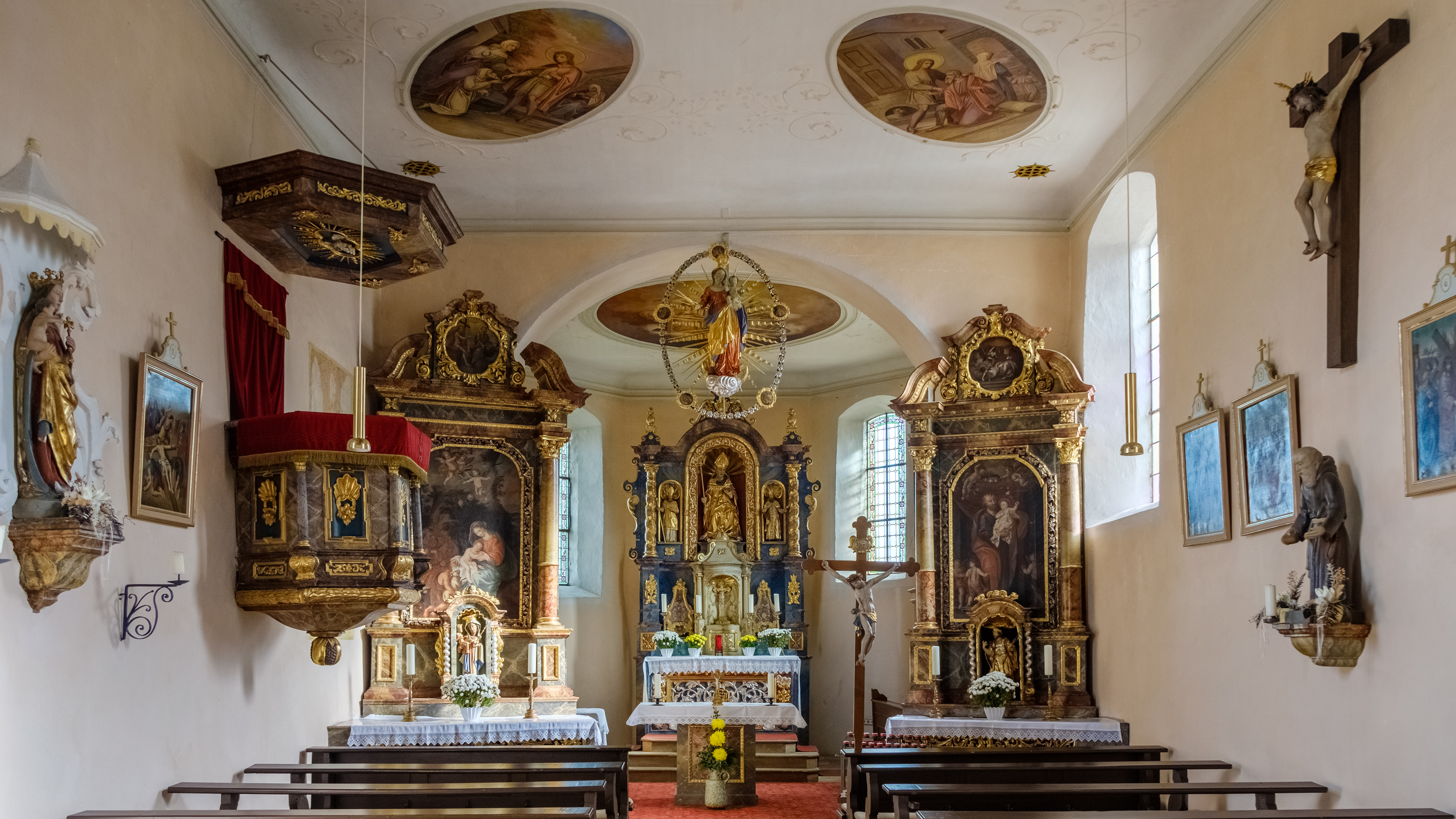
Innenansicht von St. Ägidius

Die römisch-katholische, denkmalgeschützte Filialkirche St. Ägidius steht in Hagsbronn, einem Gemeindeteil der Stadt Spalt im Landkreis Roth (Mittelfranken, Bayern). Das Bauwerk ist unter der Denkmalnummer D-5-76-147-222 als Baudenkmal in der Bayerischen Denkmalliste eingetragen. Die Einwohner römisch-katholischer Konfession sind nach St. Emmeram (Spalt) im Pfarrverband Großweingarten-Abenberg-Spalt-Theilenberg im Dekanat Roth-Schwabach des Bistums Eichstätt gepfarrt.

## Beschreibung
Das Langhaus der Saalkirche wurde 1261 aus Quadermauerwerk gebaut. Der gleichbreite, von Strebepfeilern gestützte, dreiseitig geschlossene Chor, wurde 1507 nach Osten angefügt. Das Langhaus wurde 1724 nach Westen verlängert. Aus dem Satteldach erhebt sich im Westen ein achteckiger, mit einer Zwiebelhaube bedeckter Dachreiter, der hinter den Klangarkaden den Glockenstuhl beherbergt. Der Innenraum vom Chor und vom Langhaus sind jeweils mit einer Flachdecke überspannt. Im Langhaus befinden sich spätgotische Wandmalereien. Die Deckenmalerei mit Szenen aus der Legende des heiligen Ägidius entstand 1886/89. Im Altarretabel des Hochaltars von 1685 ist Ägidius ebenfalls dargestellt.